# 亚当·斯特兰奇
亚当·斯特兰奇（英語：Adam Strange）是一个由DC漫画出版的虚构超级英雄。该人物由作家加德纳·福克斯与艺术家迈克·塞科斯基共同创作，首次面世于《陈列橱 #17》（1958年11月）。

## 出版历史
亚当·斯特兰奇由加德纳·福克斯创作，其形象不禁让人想起埃德加·赖斯·伯勒斯笔下的约翰·卡特。

## 虚拟人物传记
斯特兰奇原是一名考古学家，一次偶然的机会，他突然被泽塔光波从秘鲁传送到了兰纳加尔。

## 其他媒體

### 電視
- 《氪星》：由肖恩·西珀斯飾演。

## 外部連結
- DCDP: Adam Strange – DC Database Project
- Brief History of Adam Strange（页面存档备份，存于） on Sequart
- Adam Strangeat Don Markstein's Toonopedia.Archived 2012-03-13 at WebCite from the original on March 13, 2012.
- Adam Strange Planet Heist（页面存档备份，存于）, extensive look at 2004–05 mini-series
- Alley Awards main page at Comic Book Awards Almanac